# Universidad de San José

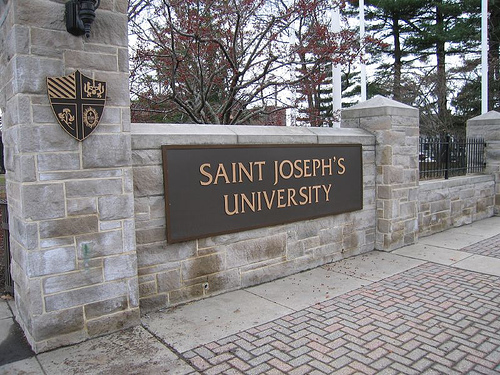
Entrada a la universidad.

La Universidad de San José (Saint Joseph's University en inglés y oficialmente) es una universidad privada, católica, de la Compañía de Jesús, ubicada en Filadelfia (Pensilvania), Estados Unidos de América. Forma parte de la Asociación de Universidades Jesuitas (AJCU), en la que se integran las 28 universidades que la Compañía de Jesús dirige en los Estados Unidos. 

## Historia
Fue fundada como Saint Joseph's College por la Compañía de Jesús en 1851. En 1978 se convirtió en Universidad de San José.

## Estudios
Sus 7.500 estudiantes eligen entre una oferta de 60 títulos de pregrado, 12 opciones especiales de estudio, 28 programas de estudios en el extranjero y 53 titulaciones de postgrado. Cuenta con 17 centros e institutos. 

## Deporte
La universidad compite en la Atlantic Ten Conference de la División I de la NCAA. 